# Myzus persicae
Myzus persicae (Sulzer, 1776) è un piccolo afide di colore verde appartenente alla famiglia Aphididae.

## Biologia

### Riproduzione
Quest'afide sverna come uovo su pesco, dove compie alcune generazioni primaverili; da giugno compaiono le forme migranti che si portano sugli ospiti erbacei secondari, per tornare sul pesco, a fine estate-autunno per deporre le uova svernanti.

### Relazioni con l'uomo
Si ritiene che si tratti dell'insetto più pericoloso del pesco, che manifesta danni sulle foglie, con marcati accartocciamenti, e sui germogli; su questi organi provoca arresto di sviluppo sulla pianta, con successive necrosi sui vari organi. Il danno è determinato da punture trofiche degli afidi nella pagina inferiore delle foglie ed elevata produzione di melata che imbratta gli organi, provocando parziale asfissia, accettuando le ustioni dai raggi solari, favorendo lo sviluppo di fumaggini.
Probabilmente è anche vettore del "virus del mosaico del pesco"; se gli attacchi si verificano su particolari cultivar di pesco sensibili, si può avere un danno diretto sui frutticini, i quali si deformano durante lo sviluppo e subiscono alterazioni cromatiche; se l'attacco si verifica in fioritura, si verificano aborti fiorali e colature dei fiori.

#### Tipologie di lotta
La lotta è di tipo chimica; essa può seguire criteri di lotta guidata ed integrata, oppure essere effettuata preventivamente:
La Lotta preventiva si esegue in zone ad alto rischio; i trattamenti si eseguono in prefioritura. I prodotti da utilizzare sono: ‘'Thiametoxam'’, ‘'Acetamiprid'’, ‘'Metamidofos'’, ‘'Pimetrozine'’, ‘'Fluvalinate'’, ‘'Lambdacyhalothrine'’, ecc.
La Lotta guidata si deve tener conto della presenza degli afidi eseguendo il trattamento solo al superamento della soglia.
La lotta microbiologica, che attualmente sta sperimentando alcuni funghi parassitari, come l’Entomophora freseni ed il Verticillum lecanii.

##### Metodologia
La metodologia di intervento prevede:
- campionamenti sui germogli: contando circa 100 germogli valutando su di essi la presenza dell'afide;
- le soglie d'intervento sono: in prefioritura 3% degli organi infestati, fine fioritura 10% degli organi infestati, post-fioritura mantenendo la soglia del 3% di organi infestati.[senza fonte]

##### Trattamenti
I trattamenti si effettuano con: 
- aficidi come: ‘'Pimetrozine'’, ‘'Pirimicarb'’;
- aficidi specifici come: ‘'Thiametoxam'’, ‘'Acetamiprid'’ e/o ‘'Metamidofos'’;
- Piretroidi Fluvalinate come: ‘'’'Lambda-cialotrina'’; si utilizzano in casi di scarsa efficacia degli aficidi o con presenza massiccia di fondatrici in prefioritura.[senza fonte]

## Antagonisti naturali
Tra i nemici naturali degli afidi vi sono sia predatori che parassitoidi, come:
- Coleotteri Coccinellidi: Adalia bipunctata, Coccinella septempunctata e Coccinella decempuctata;
- Rincoti Antocoridi: generi Orius e Anthocoris;
- Neurotteri Crisopidi: generi Chrysopa e Chrysoperla;
- Ditteri Sirfidi: Syrphus spp., Scaeva ssp., Episyrphus ssp.;
- Ditteri Cecidomidi: Aphidoletes ssp.;
- Imenotteri Afididi: Aphidus ssp.;
- Acari Trombididi.